# Begijnensloot
De Begijnensloot is van oorsprong een vaart die deel uitmaakte van de westelijke stadsgrenzen van het zich ontwikkelende stad Amsterdam. Bij het "Groot Privilege van 1342" werd als grens genoemd een nauw vaartje dat overeenkomt met delen van de tegenwoordige Martelaarsgracht, Nieuwezijds Voorburgwal en de Begijnensloot dat doorliep tot aan het Spui.. De Begijnensloot liep van het ongedempte Spui naar de Pijpenmarkt bij de Nieuwezijds Voorburgwal, met een uitloper die ter hoogte van de Wijde Kapelsteeg bij de Kalverstraat doodliep.  
De sloot is in 1865, na het in onbruik raken, gedempt, mede om gezondheidsredenen.
De Begijnensloot liep vanaf de Nieuwezijds Voorburgwal achter de huizen aan de Kalverstraat langs en om het Sint-Luciënklooster en het Begijnhof naar het nog niet gedempte Spui.
De naam Gedempte Begijnsloot is in 1914 bij raadsbesluit gelegaliseerd.

## Schuttersgalerij
Een deel van de Begijnensloot is rond 1976 overbouwd met een uitbreiding van het Amsterdam  Museum; de schuttersgalerij, met enkele schuttersstukken ligt aan de straat, en is voor het publiek overdag vrij toegankelijk.